# CODOG
CODOG (англ. COmbined Diesel Or Gas, букв. комбинированные дизель или газовая турбина) — комбинированная дизель-газотурбинная корабельная энергетическая установка, в которой дизель и газовая турбина работают на один вал гребного винта, однако возможность их одновременной работы не предусмотрена.
В схемах CODOG как правило используется маломощный и высокоэкономичный дизель для экономического хода и турбина высокой мощности для максимального хода. Коробка передач позволяет работать на вал любому из двух двигателей, но не обоим одновременно. Благодаря этому, в отличие от системы CODAG, отсутствует необходимость в сложных и потенциально ненадёжных передаточных механизмах. Однако требуется более мощная по сравнению с системой CODAG турбина полного хода.
Необходимость комбинировать работу двух двигателей обусловлена более низкой топливной эффективностью турбины, особенно в режиме малой мощности.

## Установки на кораблях
- Германия — Фрегаты типа «Бремен»
- Германия — Фрегаты типа «Бранденбург»
- Австралия — Фрегаты типа «Анзак»
- Новая Зеландия — Фрегаты типа «Анзак»
- Дания — Фрегаты типа «Педер Скрэм»[англ.]
- Дания — Корветы типа «Нильс Юэль»
- Республика Корея — Корветы типа «Поханг»[англ.]
- Швеция — Корветы типа «Висбю»
- Индия — Фрегаты типа «Шивалик»
- Греция — Фрегаты типа «Гидра»
- Турция — Фрегаты типа «Барбарос»
- Португалия — Фрегаты типа «Васко да Гама»[англ.]
- Россия — Сторожевые корабли проекта 11661
- Китай — Эсминцы типа 052C